# Tennis for Two
Tennis for Two – gra komputerowa autorstwa Williama Higinbothama, stworzona w 1958 roku na bazie oscyloskopu, stanowiąca symulację tenisa stołowego. Jest jedną z najstarszych gier wideo, niekiedy uznawaną za pierwszą w historii branży mimo braku generowanego sygnału wideo. Tennis for Two stanowił pierwowzór dzieła Pong.

## Rozgrywka
Tennis for Two był symulacją tenisa stołowego, w której rolę wyświetlacza odgrywał oscyloskop o przekątnej ekranu 5 cali. Gra przeznaczona była dla dwóch graczy. Obsługiwali ją oni przy pomocy skrzynek z gałkami i przyciskami, których naciśnięcie wpływało na tor lotu piłki. Sam stół był widoczny z boku, zaś piłka za sprawą działań graczy przesuwała się w lewo i prawo. Tennis for Two nie podliczał punktów zdobywanych przez graczy, ale uwzględniał czynniki takie jak prędkość wiatru i grawitacja.

## Produkcja i dalsze losy
Tennis for Two powstał w amerykańskim Brookhaven National Laboratory, a jego pomysłodawcą był fizyk William Higinbotham. Ze względu na złą opinię, jaką cieszyło się podejrzewane powszechnie o przeprowadzanie tajemniczych eksperymentów laboratorium, Brookhaven postanowiło zorganizować dni otwarte dla publiczności. Higinbotham z tej okazji postanowił stworzyć grę, która przyniosłaby rozrywkę odwiedzającym. Do symulacji programu użył on komputera analogowego, do którego podłączył oscyloskop pełniący funkcję wyświetlacza.
Premiera Tennis for Two odbyła się 18 października 1958 roku. Szybko gra wzbudziła zainteresowanie publiczności, stąd też Brookhaven notowało coraz większą liczbę odwiedzających. Dzieło Higinbothama pojawiło się ponownie na podobnej imprezie w 1959 roku, potem jednak gra została rozmontowana, nie rozpoczęto jej masowej produkcji, a amerykański fizyk nie był skory do jej opatentowania. Dopiero w 2008 roku, już po śmierci twórcy, podczas jubileuszu pięćdziesięciolecia Tennis for Two został odbudowany i ponownie pokazany publiczności.

## Znaczenie
Tennis for Two za sprawą amerykańskiego dziennikarza Davida Ahla zyskał opinię pierwszej w historii gry wideo, a William Higinbotham został uznany za pierwszego twórcę gier komputerowych. Jednak część historyków gier uznaje, że Tennis for Two nie można uznać za grę wideo, gdyż nie nadawała ona samodzielnie sygnału wideo charakterystycznego dla późniejszych dzieł. Mimo to dzieło Higinbothama wywarło znaczący wpływ na rozwój branży: z jego inspiracji Steve Russell stworzył grę Spacewar!, na jego bazie powstały również konsola Magnavox Odyssey oraz gra komputerowa Pong. Ta ostatnia w odróżnieniu od pierwowzoru została wypuszczona na rynek i zdobyła wielką popularność.